# Krzysztof Budzyń
Krzysztof Budzyń (ur. 4 września 1957 w Śremie) − śremski przedsiębiorca, bibliofil i kolekcjoner, historyk amator, zajmujący się historią Wielkopolski, w szczególności regionu śremskiego, autor wielu publikacji z tej dziedziny, wydawca, redaktor czasopism i książek.

## Wykształcenie i działalność zawodowa
Od urodzenia do ukończenia liceum mieszkał w rodzinnej wiosce Binkowo koło Śremu. Po ukończeniu szkoły podstawowej w Pyszącej uczęszczał do Liceum Ogólnokształcącego im. gen. Józefa Wybickiego w Śremie; po zdaniu egzaminu dojrzałości studiował na Wydziale Technologii i Inżynierii Chemicznej Politechniki Szczecińskiej, który ukończył z tytułem magistra inżyniera.
Po ukończeniu studiów przez pewien czas pracował w przedsiębiorstwach branży chemicznej (m.in. był kierownikiem zakładu w Chemicznej Spółdzielni Pracy „Polimer” w Śremie, dyrektorem prywatnego Przedsiębiorstwa Innowacyjno-Wdrożeniowego „Delta” w Mełpinie k. Dolska oraz dyrektorem i udziałowcem Przedsiębiorstwa Produkcji Chemicznej „Polin” Sp. z o.o.).
W 1990 zdecydował się otworzyć własną działalność gospodarczą. Jest współzałożycielem kilku firm produkcyjnych i handlowych działających do dzisiaj, m.in. w 1990 otworzył w Śremie działającą do dziś hurtownię chemii gospodarczej i kosmetyków, w 1995 rozszerzył działalność o sieć sklepów zajmujących się sprzedażą detaliczną.
Od 2008 prowadzi też działalność wydawniczą.
Jest członkiem kilku towarzystw i stowarzyszeń w kraju i zagranicą.

## Działalność jako historyk-regionalista, autor, redaktor i wydawca
Mimo technicznego wykształcenia i prowadzenia firmy handlowej, od wielu lat interesuje się humanistyką, w szczególności historią i literaturą; sam również para się twórczością literacką.
Zadebiutował już w 1981 na łamach Szpilek jako autor limeryków. Od lat 90. pisze artykuły na tematy historyczne do lokalnych czasopism i periodyku Pierwiosnek, wydawanego przez Liceum Ogólnokształcące im. gen. J. Wybickiego w Śremie. Jest bibliofilem oraz kolekcjonerem pamiątek historycznych − starych map, dokumentów, fotografii, pocztówek, przede wszystkim związanych z regionem śremskim, rozumianym jako obszar obecnego powiatu śremskiego oraz gmin Kórnik i Mosina, które do powiatu śremskiego należały we wcześniejszych okresach. Kolekcjonuje też fotografie i pocztówki dotyczące wielkopolskich wsi, a także materiały dotyczące historii Żydów w Wielkopolsce.
Od 2008 wydaje Śremski Notatnik Historyczny, „czasopismo dla miłośników Ziemi Śremskiej”, periodyk ukazujący się regularnie (2 razy w roku), publikujący artykuły poświęcone historii regionu i jego wybitnym przedstawicielom. Do dzisiaj ukazało się 28 numerów Notatnika, którego Krzysztof Budzyń jest wydawcą, redaktorem naczelnym i autorem dużej części tekstów.
19 grudnia 2010 roku powołał do życia Śremskie Forum Dyskusyjne. Organizator otwartych spotkań interdyscyplinarnych, m.in. z prof. Jackiem Kowalskim (historykiem sztuki), prof. Bolesławem Andrzejewskim (filozofem), dr. Łukaszem Budziczem (psychologiem), dr. Edwardem D. Luftem (prawnikiem, pracownikiem rządowym USA), generałem Marianem Zacharskim (oficerem polskiego wywiadu w latach PRL, biznesmenem i pisarzem). 
Od 2016 wydaje serię wydawniczą Biblioteka Śremskiego Notatnika Historycznego (w 2016 ukazały się 3 tomy, do chwili obecnej 6 tomów) oraz czasopismo Ziemia Śremska w Ikonografii (ukazały się 4 zeszyty).
Jako członek Wielkopolskiego Towarzystwa Przyjaciół Książki brał udział w kilku wystawach zbiorowych. Od 25 listopada 2010 do 31 stycznia 2011 w Bibliotece Raczyńskich w Poznaniu prezentowano wystawę „Moja Ziemia Śremska (ze zbiorów Krzysztofa Budzynia)”, prezentującą część jego zbiorów. Od 16 listopada 2017 roku do 31 stycznia 2018 trwała wystawa w Bibliotece Raczyńskich w Poznaniu pt. „Wielkopolscy Bibliofile”, na której wystawił część swoich wydawnictw.
Często jest przewodnikiem po ziemi śremskiej i Wielkopolsce, nie tylko dla krajowych ale i zagranicznych turystów.

## Ważniejsze publikacje
- Śremski Notatnik Historyczny − wydawca, redaktor, autor wielu artykułów: periodyk ukazujący się od 2008 (nr 1−29/30, ostatni nr marzec 2025); (ISSN 1899-4237)
- Ziemia Śremska w Ikonografii – wydawca, redaktor, czasopismo: Zeszyt 1, Dawne widoki Śremu, październik 2016; Zeszyt 2. Od idei do czynu... 2018 Rokiem Pamięci Powstania Wielkopolskiego, grudzień 2017; Zeszyt 3: Wojsko Polskie w Śremie w latach II RP, listopad 2018; Zeszyt 4: Wsie powiatu śremskiego na dawnych pocztówkach, Cz. 1, październik 2019;  (ISSN 2451-3369)
- Biblioteka Śremskiego Notatnika Historycznego, Śrem  – wydawca i redaktor:
  - tom 1, Witold Kordos – Sześć lat wojennej tułaczki, 2016; (ISBN 978-83-61895-12-1)
  - tom 2, Andrzej Włodarczak – Nasza rodzina, 2016; (ISBN 978-83-61895-01-5)
  - tom 3, Izabela Skierska – Dawny Śrem w źródłach historycznych, 2016; (ISBN 978-83-61895-05-3)
  - tom 4, Piotr Mulkowski – Gimnazjum i Liceum Ogólnokształcące im. Gen. Józefa Wybickiego w Śremie (1858-2018).; Zarys dziejów, wydanie drugie poprawione i uzupełnione, 2018; (ISBN 978-83-61895-09-1)
  - tom 5, Zofia J. Sprys - Towarzystwo Urzędników Gospodarczych w Wielkopolsce (1861-1926), 2022, (ISBN 978-83-61895-28-2)
  - tom 6, Wojciech Lipoński, Ksiądz Jan Piotrowski, sekretarz królewski i pamiętnikarz, 2024, (ISBN 978-83-61895-48-0)
  - tom 7, Józef Wybicki, Uwagi obywatelskie nad urzędem generalnych i innych sądowych starostów, 2025, (ISBN 978-83-61895-52-7), pierwsze wydanie drukiem z rękopisu z 1789 r.
- Legendy ze Śremu i okolic (Śrem 2008) – autor[6]
- Słownik biograficzny Śremu (Śrem 2008) − autor części haseł[7]; (ISBN 978-83-916617-8-9)
- Christian Parma, Kórnik − skarbiec kultury i przyrody (Marki 2007) − jako autor rozdziału poświęconego okolicom Kórnika; organizator i dystrybutor I, II i III wydania; (ISBN 978-83-7419-093-0)
- Nasz Dolsk − dawne widoki miasta i okolicy (Dolsk-Binkowo-Śrem 2009) – wydawca i autor; (ISBN 978-83-61895-00-8
- Książ Wielkopolski – miasto i okolica na dawnych pocztówkach i fotografiach (Książ Wlkp.-Binkowo-Śrem 2011) – wydawca i autor; (ISBN 978-83-61895-04-6)
- Leksykon krajoznawczy gminy Kórnik (Kórnik 2015) – współautor[8]
- Katalog wystawy WIELKOPOLSCY BIBLIOFILE, 16 XI - 31 XII 2017, Galeria Edwarda Raczyńskiego w Bibliotece Raczyńskich w Poznaniu (Śrem 2017) - redaktor i wydawca, (ISBN 978-83-61895-06-0)
- XI Ogólnopolski Zjazd Bibliofilów, „Bibliofilstwo w epoce cyfrowej”, 13-15 września 2019, Poznań (Poznań 2019) - redaktor i wydawca, (ISBN 978-83-61895-20-6)
- Słownik biograficzny Śremu, Cz. II (Śrem 2020) - autor części haseł; (ISBN 978-83-951845-2-9)
- Wojciech Czeski, „Demagog poznański”. Rzecz o Jakubie Krauthoferze-Krotowskim (1806-1852) (Mosina-Śrem 2020) - redaktor i wydawca, (ISBN 978-83-61895-11-4)
- Małgorzata Senk, Śnieciska wiecznym piórem pisane (Śnieciska- Śrem 2021) - współautor, redaktor i wydawca, (ISBN 978-83-61895-16-9)
- Wojciech Czeski, Porucznik strzelców. Wielkopolskie  ślady świętego Zygmunta Szczęsnego Felińskiego wiosną 1848 roku (Poznań 2021) - redaktor i wydawca, (ISBN 978-83-61895-24-4)
- Halina Trojanowska, Dzięki Ci Panie, tomik wierszy (Borek Wielkopolski 2021), wydał Henryk Bogdan Ordanik
- Stefan Wojciechowski, Urbanizacja. Powinność, nieuchronność czy zagrożenie? (Kórnik 2022) - redaktor i wydawca, współwydawca: Spółdzielnia Mieszkaniowa w Swarzędzu, ISBN 978-83-61895-20-6
- Wojciech Czeski, „Polska powstająca”. Aktywność powstańców na terenie gmin: Mosina, Stęszew, Kórnik i Śrem w dniach 1-11 maja 1848 roku (Mosina - Śrem 2022) - redaktor i wydawca, (ISBN 978-83-61895-40-4)[9]
- Roman Czeski, Huba, niezwykły kot. Opowiem Wam o Nim, bo tego nie da się opisać, (Mosina 2023) - redaktor i wydawca, (ISBN 978-83-61895-56-5)
- Bogdan Anioła i Henryk Hoffa, Za Ojczyznę i Wiarę, (Rogalinek 2023 ) - redaktor i współwydawca
- Zdzisław Witkowski, Rotmistrz Leon Ciszak, ps. "Cyryl" (1910-1961), (Kościan 2023)) - redakcja i druk, (ISBN 978-83-943678-4-8)
- Adam Podsiadły redakcja, Kalendarium Śremu (Śrem 2023) - współautor, (ISBN 978-83-964008-8-8)
- Piotr Hoffmann, Historia i teraźniejszość śremskich szachów (Śrem 2024) -redaktor i wydawca, (ISBN 978-83-61895-64-0)
- Maria Romana Gierczyńska, Kijewo. Trudna miłość (Śrem 2024)- redaktor i wydawca, (ISBN 978-83-61895-68-8)
- Piotr Hoffmann, Włodzimierz Suchodolski. Mistrz kompozycji szachowej (Śrem 2025) - redaktor i wydawca, (ISBN 978-83-61895-72-5)
- Zbiorowe (Katarzyna Kaczmarek, Kazimierz Krawiarz, Arkadiusz Wagner, Przemysław Wojciechowski), red. Krzysztof Budzyń i Przemysław Wojciechowski, Bibliofilstwo wielkopolskie na przestrzeni wieków. Wydanie jubileuszowe z okazji 100-lecia Towarzystwa Bibliofilów Polskich w Poznaniu 1923-2023 (Poznań 2025) - współredaktor i współwydawca, (ISBN 978-83-61895-76-3)